# معركة زوارة
معركة زوارة هي سلسلة من الاشتباكات الخفيفة التي دارت في مدينة زوارة غرب ليبيا كجزء من ثورة 17 فبراير الليبية. بدأت المعركة بخروج مظاهرات ضخمة في أنحاء المدينة في يوم 24 فبراير 2011، تمكن الثوار خلالها من السيطرة على زوارة وطرد قوات القذافي منها. واستمرت الحال كذلك لأكثر من أسبوعين قبل أن تعود القوات في يوم 14 مارس لكي تقتحم المدينة وتجري مذابح فيها قمعاً لجميع أشكال الثورة. وبعد هذه المجازر بدأت الكتائب حصاراً على المدينة لا زال متسمراً حتى الآن.

## المعركة
في يوم الخميس 24 فبراير 2011 انطلقت تجمعات احتجاجية ضخمة في أنحاء بلدة زوارة مطالبة بإسقاط نظام العقيد معمر القذافي الحاكم وإبعاده عن السلطة، وقد تمكنت الثوار في اليوم ذاته من انتزاع البلدة من أيدي القذافي وطرد قواته منها، وبذلك بدأ النزاع بين الثوار وكتائب القذافي للسيطرة عليها. استطاع الثوار بعد ذلك أسر 50 مرتزقاً تابعاً للقذافي، وأبقوا البلدة ضمن سيطرتهم في اليوم التالي أيضاً - 25 فبراير -، كما ظلت الأوضاع هادئة في أنحائها في يومي 26 و27 فبراير. واستمرت الأمور هادئة على هذه الحال لأكثر من أسبوعين، قبل أن تبدأ كتائب القذافي هجوماً مفاجئاً في يوم الإثنين 14 مارس بهدف انتزاع المدينة مُجدداً من أيدي الثوار.
ففي ذلك اليوم، بدأت قوات القذافي فجأة على ننحو مفاجئ بالتحرك نحو البلدة وحاصرتها تماماً، ثم بدأت بقصف الجزء الشرقي منها مُستخدمة الدبابات والمدفعية والطائرات ومُختلف الأسلحة الثقيلة، مما أدى إلى سقوط قتيل و7 جرحى مع بداية الهجوم. وبعد هذا القصف العنيف بدأت القوات بدخول البلدة بالدبابات مُتقدمة إلى وسطها حيث دارت مُناوشات أخيرة بينها وبين الثوار، وقد كان ذلك قبل أن تتمكن الكتائب من سحقهم وإخماد الثورة تماماً في زوارة. وأخذت الكتائب بعد ذلك بإجراء مذبحة في أنحاء البلدة بهدف قمع الثوار أكثر وأكثر، فضلاً عن منعها وُصول الجرحى إلى المستشفيات، مما رفع عدد الضحايا مباشرة إلى العشرات أو ربما أكثر. وبعد هذه المجزرة، أطبقت قوات القذافي حصاراً شديداً على البلدة منع دخول الأدوية والمواد الغذائية إليها، ولا زال هذا الحصار مستمراً حتى الآن (9 أبريل على الأقل).
وقد استطاع ثوار زوارة أن يَستعيدوا مدينة زوارة في يوم 25 أغسطس بعد أن قام الثوار بالتدرب على السلاح في جبل نفوسة بليبيا، كما استطاع ثوار زوارة أن يُسيطروا على معبر رأس جدير الحدودي مع تونس في يوم 27 من أغسطس.[بحاجة لمصدر]